# Bacówka (chata pasterska)

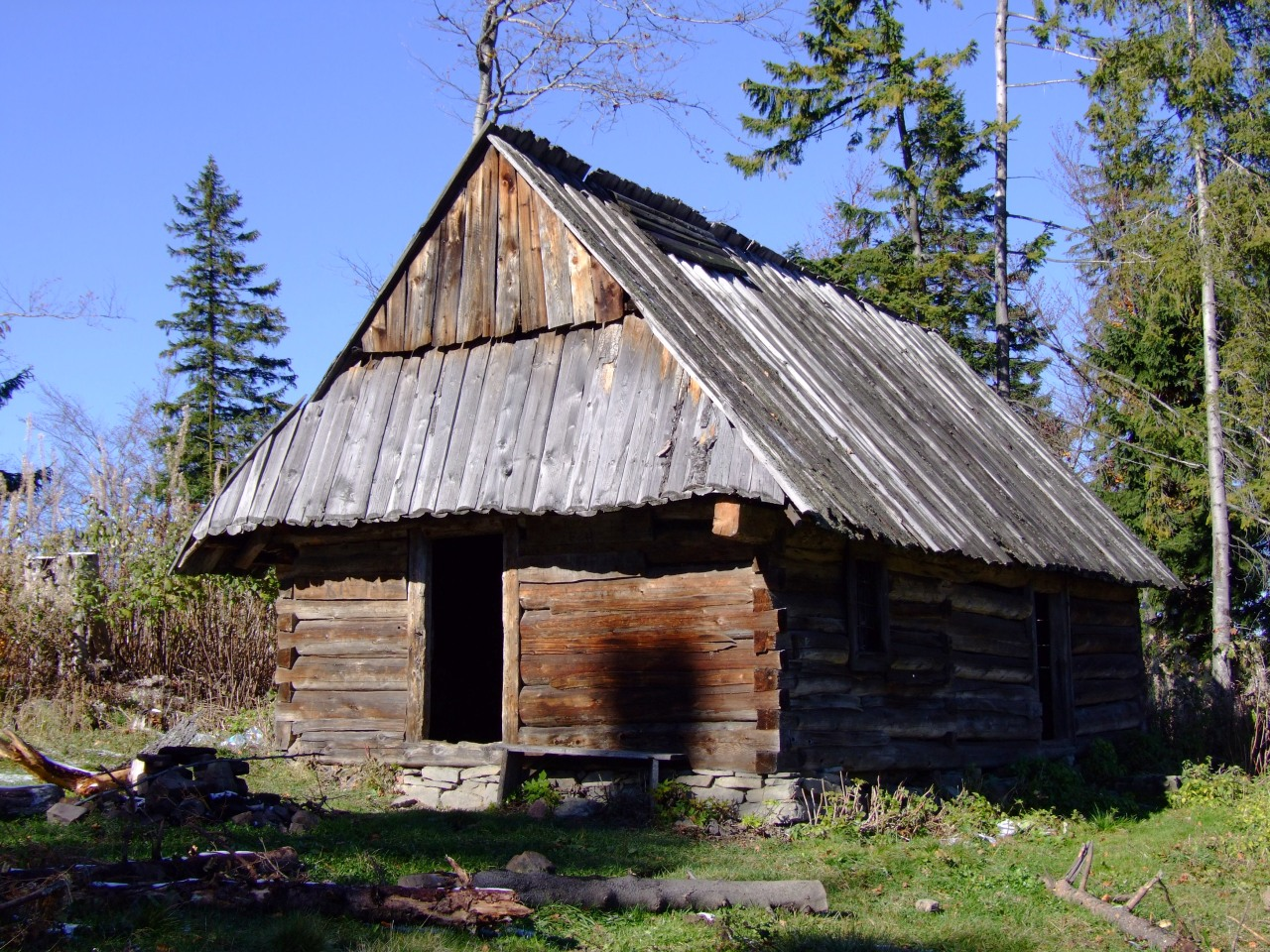
Oryginalna bacówka na grzbiecie Piorunowca w Gorcach

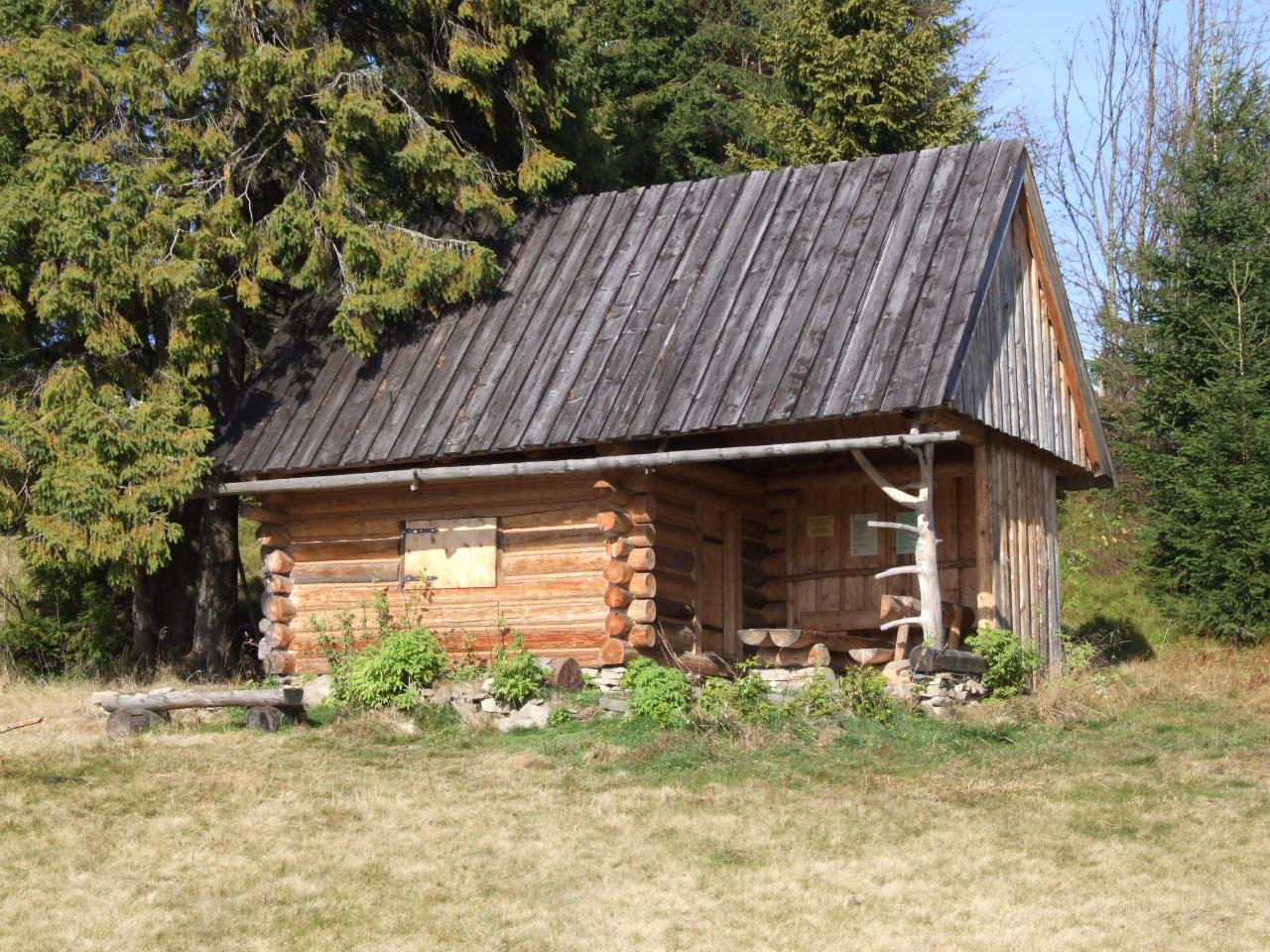
Zrekonstruowany szałas na Jankówkach w Gorcach

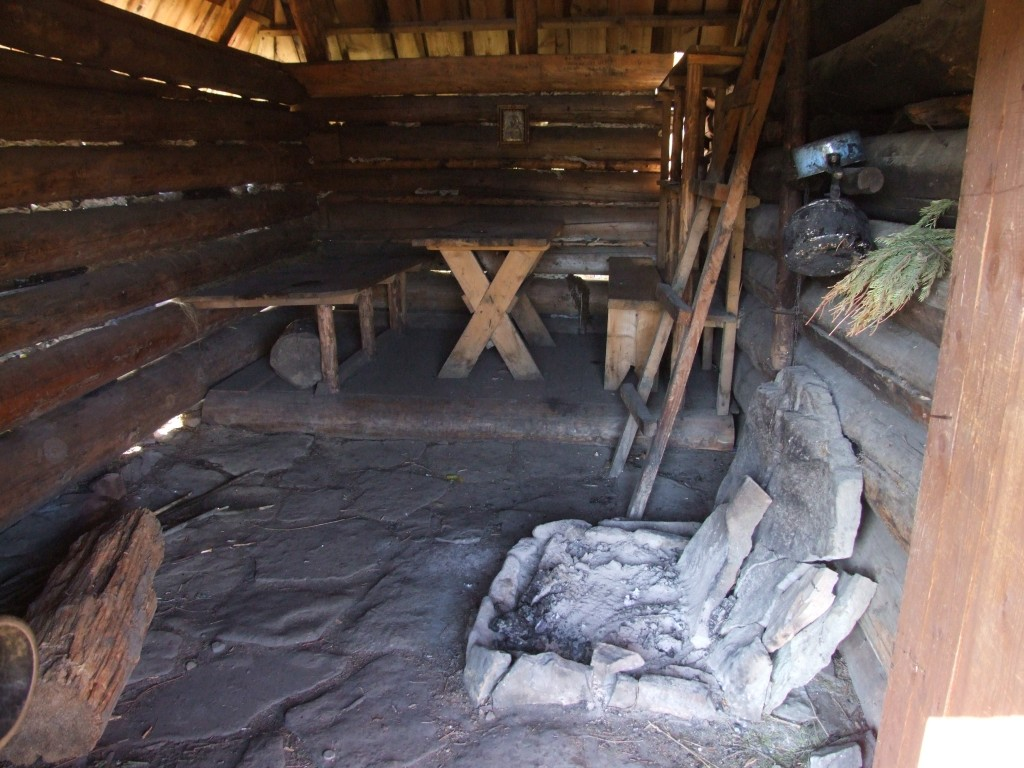
Wnętrze części roboczej bacówki

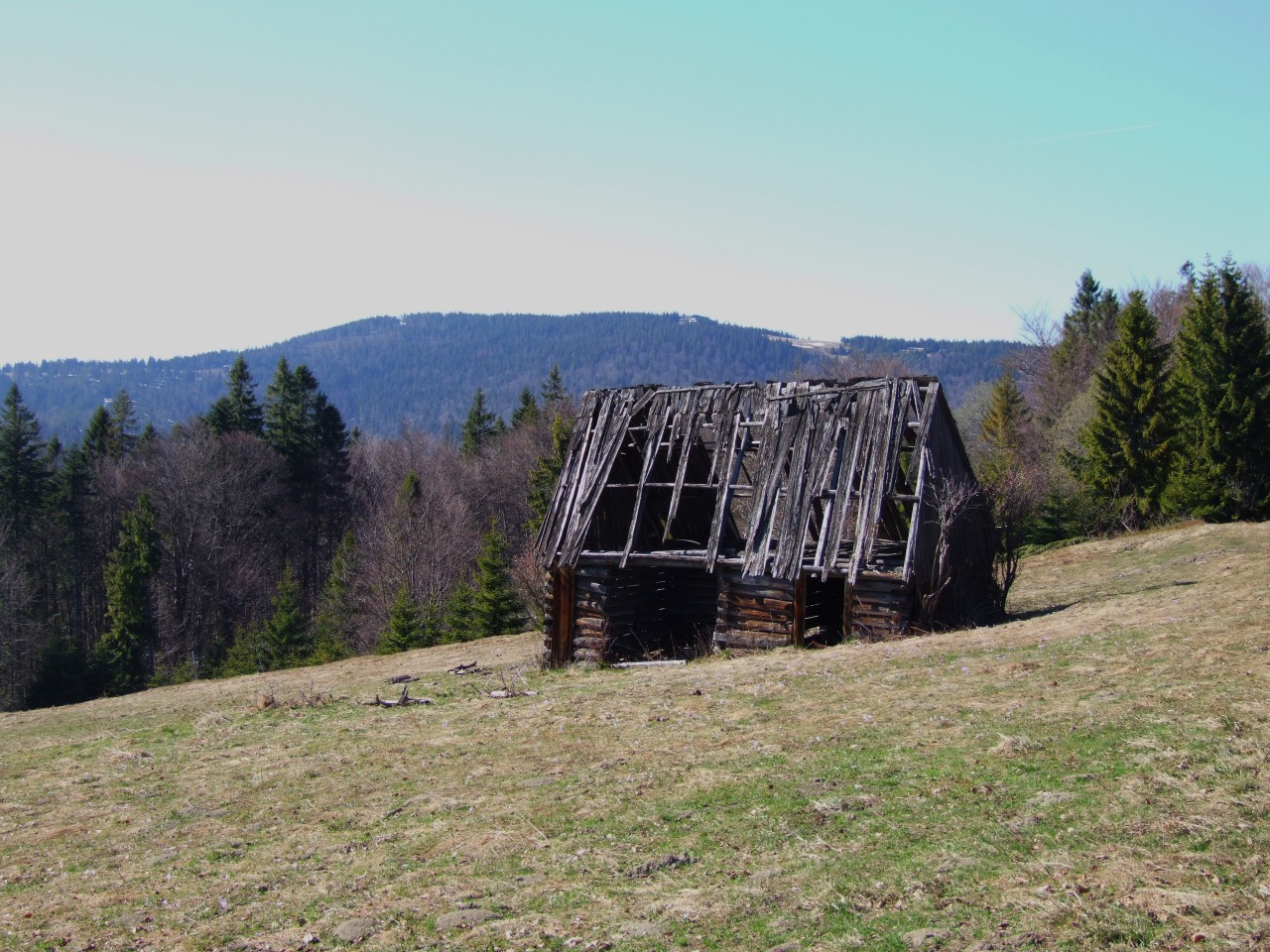
Niszczejąca bacówka na Jankówkach

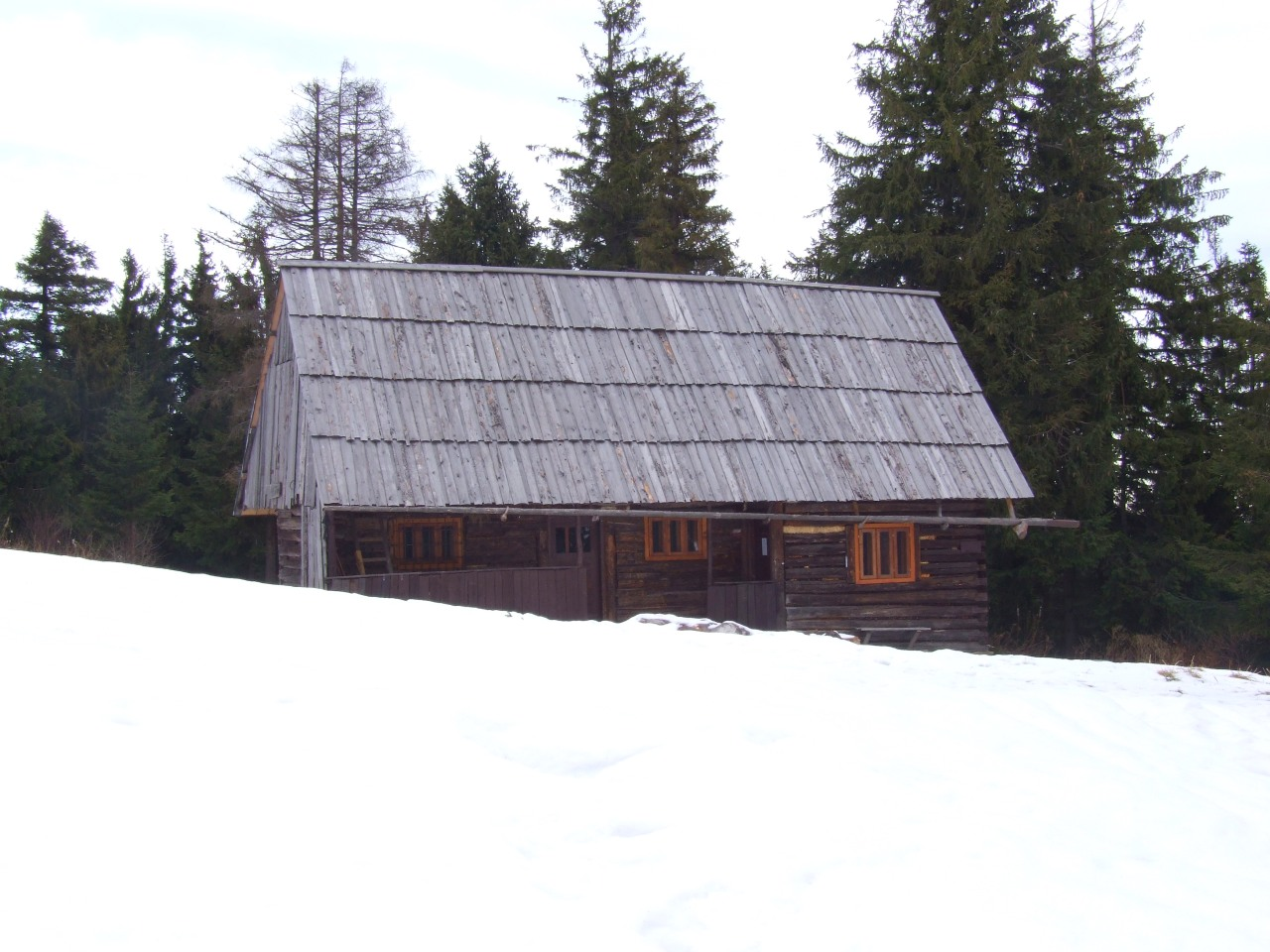
Przebudowana dawna bacówka na Gorcu Kamienickim

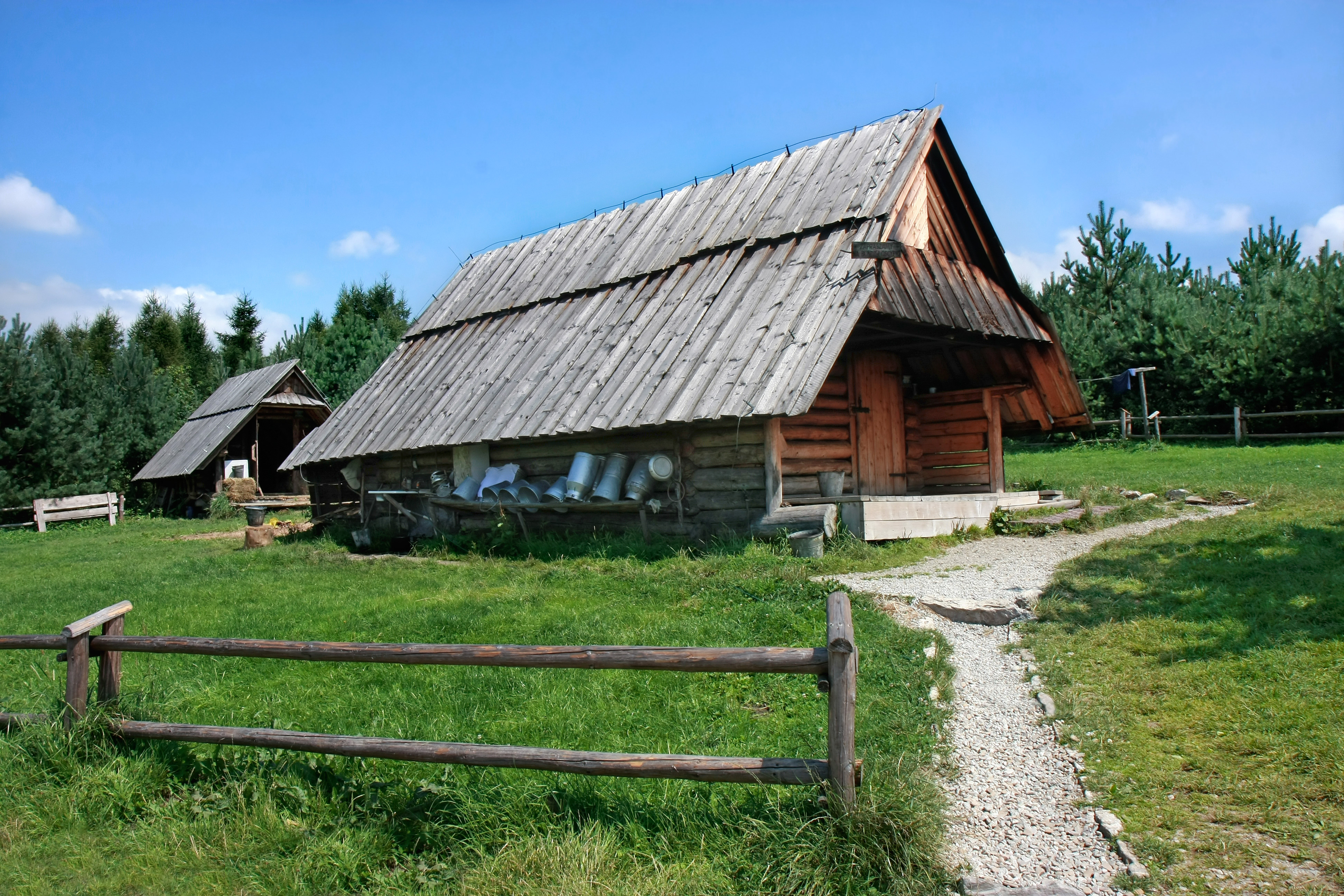
Współczesna bacówka przy polanie Majerz w Pienińskim Parku Narodowym

Bacówka, szałas (sałasz, sałas) lub koleba (koliba, kolyba) – niewielki, zazwyczaj drewniany (wyjątkowo z kamienia) budynek pasterski w polskich Karpatach, stawiany na halach pasterskich, w którym przez kilka miesięcy w roku, na czas wypasu, przebywa baca wraz z juhasami. Bacówka to nie tylko schronienie przed złą pogodą, ale również miejsce, które służy pasterzom do przerabiania mleka owczego na ser (bundz, klagany), serwatkę (żętycę) czy też wędzone oscypki.

## Nazewnictwo
Wyraz „bacówka” przynależy do terenów polskich Karpat, na których miało miejsce sezonowe pasterstwo owiec (częściowo również krów). Używany był pierwotnie na Podhalu i Orawie, w innych rejonach był nietypowy, zastępowały go określenia koliba lub szałas. Pochodzi od słowa baca, oznaczającego kierownika gospodarstwa szałaśnego i przełożonego pasterzy.
Nie wszystkie budynki pasterskie nazywa się szałasami, czyli bacówkami. W Tatrach i na Podtatrzu nazwą tą obejmowano tylko te, w których mieszkali pasterze owiec. Te budynki, które przeznaczone były do celów gospodarczych (np. do gromadzenia siana), nie nazywano bacówkami, lecz szopami. Pasterze krów i owiec mieszkali w szopach lub wolarniach. Teren przeznaczony na spęd owiec wokół szałasu (bacówki) nazywany jest szałasiskiem.
Etymologcznie słowo koliba odnosiło się do związku i bliskości budynku z życiem człowieka. Słowo koliba pochodzi od greckiego słowa kalibe, które oznaczało – chatę, namiot, altanę, a jego rdzeniem znaczeniowym jest słowo kolebka.

## Budowa
Fundament bacówki stanowią zazwyczaj duże kamienie na czterech rogach budynku, tzw. pecki. Czasami tylko wykonywano pełną podmurówkę z kamieni, jako zaprawy używając gliny rozmieszanej z wodą. Ściany miały konstrukcję wieńcowo-węgłową, w której ciężar budynku przenosił się na pecki. Zbudowane były z drewna łączonego na zrąb, rzadko kiedy o ścianach przyciosanych na płasko. Bacówka nakryta była dwu lub czterospadowym dachem. Pokrycie dachu stanowiły dranice, które uzyskiwano z drewnianego klocka dartego przy użyciu siekiery i klinów. Czasami dach pokrywano gontem, później najczęściej deskami, a w nowszych czasach również dachówką, blachą lub eternitem. Ściany szałasu uszczelniane były gaceniem (w niektórych rejonach zwanym mszeniem) polegającym na zatykaniu szczelin w miejscu przylegania do siebie dwóch belek nośnych za pomocą powróseł kręconych z wysuszonego siana (lub mchem wymieszanym z gliną). Czasami ściany szałasu ocieplane i uszczelniane były poziomymi deskami.
Drzwi do szałasu były drewniane i zwykle osadzone na żelaznych zawiasach zamontowanych na hakach wbitych do słupka drzwiowego. Rzadko tylko stosowano skrzydło drzwiowe przymocowane do drewnianego słupka, tzw. wrotolu, który obracał się wraz z drzwiami. Szałasy mieszkalne z reguły posiadały jedno lub dwudzielne okna.
Bacówka podzielona była na dwie części: roboczą i mieszkalną. W tej pierwszej najważniejsze miejsce zajmowała watra, czyli ognisko, które przez cały czas wypasu nie miało prawa zgasnąć (za jej ogień odpowiedzialny był sam baca). Obok watry o ścianę opierał się duży płaski kamień waternik. Ponad watrą przymocowany był drąg drewniany zwany jadwigą, na którym wieszano żeliwny kocioł służący do warzenia sera. Do wyposażenia bacówki należała też prycza bacy, czyli wyrek, półki na ser, czasami stolik.
W niektórych rejonach (np. w Beskidzie Żywieckim czy Gorcach) dość często budowano pod jednym dachem bacówkę i szopę. W takich budynkach nad częścią gospodarczą był z reguły strop z okrąglaków lub desek, który wykorzystywano jako magazyn, np. siana. Nad częścią, w której paliła się watra stropu takiego, ze względów bezpieczeństwa nie było lub był tylko częściowy.

## Charakterystyka zabudowy pasterskiej w ujęciu geograficznym
W Polsce w okresie międzywojennym uprawiano owcze szałaśnictwo w Beskidzie Limanowskim, używając m.in. prymitywnych kolib z gałęzi choiny opartych o dwa skośne płotki. Szałasy stanowiły często zupełne prowizorki nie nadające się do stałego zamieszkania, odpowiadały natomiast koczowniczemu trybowi życia. Bardzo proste budy pasterskie, popularne w XX w. na Łemkowszczyźnie ustawiano na granicy pól i lasów. Można je było konstruować z byle jakiego materiału. Na Łemkowszczyźnie gorlickiej pasterze używali też niewielkich szopek na kołach. Zdarzały się niekiedy kamienne koliby z luźno ułożonych kamieni.
Gorczańskie bacówki i tatrzańskie koliby reprezentowały wyższy stopień rozwoju technicznego, ze względu na trwalszy materiał i ciesielską konstrukcję. Bacówką w Limanowskiem zwano mały, jednoizbowy zrębowy budynek z dwuspadowym dachem. Szałasy i szopy pasterskie na Polanie Podokólne w Jurgowie na Pogórzu Spiskim, które powstały po 1920 roku, wyróżniają się ze względu na rodzaj architektury i poprzez to są niepowtarzalne. Szałasy pasterskie po obu stronach Tatr są wkomponowane w krajobraz, ale ich wielkość, sposób budowy, usytuowanie i rola ogniska wewnątrz były podporządkowane określonym celom i nie miały charakteru rozwojowego.

## Budynki stałe i budynki przenośne
Formy budynków pasterskich różnią się od siebie ze względu na tryb funkcjonowania: stały i przenośny (sezonowy). Różnice te uwarunkowane są powiązaniem gospodarki szałaśniczej z sianokośną, co wiąże się z kolei z użyźnianiem pastwisk.
Budynki stałe są spotykane:
- w Tatrach, gdzie koszaruje się tereny na dnie dolin, blisko zabudowań albo nie koszaruje się wcale;
- na polanach indywidualnych, na których prowadzi się gospodarkę szałaśniczą czy to w zrzeszeniu, czy też gdy zbiorowy wypas zorganizowany jest przez właściciela polany (Gorce);
- wyjątkowo na dużych pastwiskach, które są podzielone na części użytkowane na zmianę – raz jako laki sianokośne, a raz jako pastwisko (Tatry-Miętusia, Babia Góra).

Budynki szałasowe często funkcjonują jako przenośne. W zależności od planów koszarowania co roku ustawia się je na innej partii pastwiska (Żywieckie, Babia Góra, pastwiska urbarialne na Orawie). Na niektórych pastwiskach bardzo rozległych, gdzie warunki terenowe utrudniają transport, np. dla 5 części pastwiska zespół posiada tylko 3 koliby (hala Miziowa — Żywieckie).
Budynki przenoszone po kilka razy w ciągu sezonu bardzo prymitywne spotykamy na Śląsku Cieszyńskim, tam gdzie w drugiej połowie lata, po sianokosach, koszaruje się łąki prywatne leżące koło wspólnego pastwiska.

## Przygotowanie pastwiska pod koszar i szałas
Opis przygotowania miejsca pod wypas i szałas w XIX wieku, w Beskidzie Śląskim, podała Anna Kowalska-Lewicka w artykule „Gospodarka i trzebież żarowa w Karpatach Polskich":
Osada, która potrzebowała nowych pastwisk, wynajmowała wspólnie koziarza; (...) brał on ze sobą do lasu pięć do sześciu kóz, psa, siekierę i kopaczkę i z tym wiosną wyruszał w puszczę, w miejsce, gdzie miała w przyszłości powstać polana. Tam budował sobie szałas i żywiąc się przez całe lato mlekiem kozim odrąbywał korę większych drzew. (...) Jesienią wracał do wsi, by znów wiosną powrócić w to samo miejsce, gdzie zastawał „suchary", czyli wyschnięte drzewa. Rozniecał pod nimi ogniska i pilnował ich przez kilka dni, dopóki ogień nie wdarł się do wnętrza drzewa. Takie drzewo tliło się przez kilka tygodni, dopóki się nie zwaliło – „tram" dopalał się już na ziemi. Tym sposobem wielkie drzewa waliły się same zżarte ogniem, mniejsze wycinał i spalał koziarz. (...) Kiedy po kilku latach koziarz skończył „cierchlenie" („cierchlić" oznacza odzieranie z kory) i wypalanie drzew, na nowo powstałą polanę, zwaną teraz „cierchłą", przychodził „owczarz z kierdelem” i budował szałas i koszar.

## Zabudowa szałasowa
Szałasy budowano w różnym układzie:
- pojedynczo, tzw. zabudowa jednoszałasowa (np. na polanie Adamówka)
- w małych grupach, tzw. zabudowa kupowa (np. na polanie Jaworzynka)
- w dużych skupieniach, tzw. zabudowa przysiółkowa, np. na Polanie Chochołowskiej
- w rzędach, tzw. zabudowa rzędowa, np. na polanie Centyrz

## Bacówki obecnie
Niegdyś hale tętniły życiem pasterskim i stały na nich liczne bacówki i szopy. Gdy pasterstwo z przyczyn ekonomicznych stało się nieopłacalne, zostały one pozostawione swojemu losowi. Wiele z nich zniszczało już zupełnie, inne niszczeją. Tylko nieliczne z nich, szczególnie w parkach narodowych doczekały się odnowienia i konserwacji i stanowią świadectwo dawnej kultury pasterskiej. Niektóre, znajdujące się na prywatnych terenach są przerabiane na domki letniskowe. Nieliczne zostały przerobione na cele mieszkaniowe i służą również turystom. Ale w miejscach o natężonym ruchu turystycznym budowane są nowe (współczesne) bacówki, które komercyjnie zajmują się produkcją i sprzedażą turystom oscypków i innych wyrobów z mleka owczego. Do szczególnie znanych zaliczają się te, które znajdują się w miejscowościach uczestniczących w tzw. Szlaku Oscypkowym, jest ich około 40.